# Nate Bjorkgren
Nate Bjorkgren (Storm Lake, 20 giugno 1975) è un allenatore di pallacanestro statunitense.